# Ana Tadić
Ana Tadić (in serbo Ана Тадић?; Belgrado, 21 settembre 1998) è una cestista serba con cittadinanza francese.